# 1992年夏季残疾人奥林匹克运动会爱尔兰代表团
1992年夏季残疾人奥林匹克运动会爱尔兰代表团是爱尔兰派出的1992年夏季残疾人奥林匹克运动会代表团。获得3枚银牌和4枚铜牌。